# Uno-X Pro Cycling Team/Saison 2021
Dieser Artikel listet Erfolge und Fahrer des Radsportteams Uno-X Pro Cycling Team in der Saison 2021 auf.

## Siege
| Siege    | Siege                                                                 | Siege      | Siege  | Siege                      | Siege |
| Datum    | Rennen                                                                | Staat      | Klasse | Sieger                     |       |
| -------- | --------------------------------------------------------------------- | ---------- | ------ | -------------------------- | ----- |
| 27. Mai  | Tour de la Mirabelle, Prolog                                          | Frankreich | 2.2    | Idar Andersen              |       |
| 30. Mai  | Tour de la Mirabelle, 3. Etappe                                       | Frankreich | 2.2    | Erlend Blikra              |       |
| 30. Mai  | Fyen Rundt                                                            | Dänemark   | 1.2    | Niklas Larsen              |       |
| 30. Mai  | Tour de la Mirabelle, Gesamtwertung                                   | Frankreich | 2.2    | Idar Andersen              |       |
| 5. Jun.  | Dwars door het Hageland                                               | Belgien    | 1.Pro  | Rasmus Tiller              |       |
| 5. Aug.  | Arctic Race of Norway, 1. Etappe                                      | Norwegen   | 2.Pro  | Markus Hoelgaard           |       |
| 7. Aug.  | Czech Tour, 3. Etappe                                                 | Tschechien | 2.1    | Tobias Halland Johannessen |       |
| 8. Aug.  | Czech Tour, 4. Etappe                                                 | Tschechien | 2.1    | Tobias Halland Johannessen |       |
| 18. Sep. | Slowakei-Rundfahrt, 3. Etappe                                         | Slowakei   | 2.1    | Kristoffer Halvorsen       |       |
| 20. Sep. | UCI-Straßen-Weltmeisterschaften, Einzelzeitfahren der U23-Männer      | Belgien    | CM     | Johan Price-Pejtersen      |       |
| 2. Okt.  | Lillehammer GP                                                        | Norwegen   | 1.2    | Idar Andersen              |       |
| 10. Okt. | Paris–Tours Espoirs                                                   | Frankreich | 1.2U   | Jonas Iversby Hvideberg    |       |
| 16. Okt. | Zeitfahren der Männer U23 bei den dänischen Straßenradmeisterschaften | Dänemark   | CN     | Johan Price-Pejtersen      |       |

Nationale Straßen-Radsportmeister
| Datum       | Rennen                                          | Sieger                |
| ----------- | ----------------------------------------------- | --------------------- |
| 16. Oktober | Dänische Meisterschaft – Einzelzeitfahren (U23) | Johan Price-Pejtersen |

## Mannschaft
| Teamkader 2021          | Teamkader 2021     | Teamkader 2021 | Teamkader 2021                |
| Name                    | Geburtsdatum       | Land           | Vorheriges Team               |
| ----------------------- | ------------------ | -------------- | ----------------------------- |
| Jonas Abrahamsen        | 20. September 1995 | Norwegen       | Ringeriks-Kraft (2016)        |
| Idar Andersen           | 30. April 1999     | Norwegen       | Gauldal Sykleklubb (2017)     |
| Erlend Blikra           | 11. Januar 1997    | Norwegen       | Team Coop (2019)              |
| Kristoffer Halvorsen    | 13. April 1996     | Norwegen       | EF Pro Cycling (2020)         |
| Jacob Hindsgaul         | 14. Juli 2000      | Dänemark       | ColoQuick (2019)              |
| Daniel Hoelgaard        | 1. Juli 1993       | Norwegen       | Groupama-FDJ (2019)           |
| Markus Hoelgaard        | 4. Oktober 1994    | Norwegen       | Joker Icopal (2018)           |
| Morten Hulgaard         | 23. August 1998    | Dänemark       | ColoQuick (2019)              |
| Jonas Iversby Hvideberg | 9. Februar 1999    | Norwegen       |                               |
| Julius Johansen         | 13. September 1999 | Dänemark       | ColoQuick (2019)              |
| Kristian Kulset         | 1. Oktober 1995    | Norwegen       | Ringeriks-Kraft (2016)        |
| Sindre Kulset           | 7. August 1998     | Norwegen       | Ringerike Sykkelklubb (2017)  |
| Niklas Larsen           | 22. März 1997      | Dänemark       | ColoQuick (2019)              |
| Johan Price-Pejtersen   | 26. Mai 1999       | Dänemark       | ColoQuick (2020)              |
| Erik Nordsæter Resell   | 28. September 1996 | Norwegen       | Lillehammer Cykleklubb (2016) |
| Frederik Madsen         | 22. Januar 1998    | Dänemark       | ColoQuick (2019)              |
| Lars Saugstad           | 28. Mai 1997       | Norwegen       |                               |
| Iver Skaarseth          | 15. März 1998      | Norwegen       | Lillehammer Cykleklubb (2017) |
| Anders Skaarseth        | 7. Mai 1995        | Norwegen       | Joker Icopal (2017)           |
| Torjus Sleen            | 30. März 1997      | Norwegen       | Lillehammer Cykleklubb (2016) |
| Rasmus Tiller           | 28. Juli 1996      | Norwegen       | NTT Pro Cycling (2020)        |
| Torstein Træen          | 16. Juli 1995      | Norwegen       | Ringeriks-Kraft (2016)        |
| Martin Bugge Urianstad  | 6. Februar 1999    | Norwegen       | Stavanger Sykleklubb (2018)   |
| Søren Wærenskjold       | 12. März 2000      | Norwegen       | Joker Fuel of Norway (2020)   |
| Syver Wærsted           | 8. August 1996     | Norwegen       | Ringeriks-Kraft (2016)        |
|                         |                    |                |                               |
| Quelle: ProCyclingStats |                    |                |                               |